# Thaleria orientalis
Thaleria orientalis är en spindelart som beskrevs av Andrei V. Tanasevitch 1984. Thaleria orientalis ingår i släktet Thaleria och familjen täckvävarspindlar. Inga underarter finns listade i Catalogue of Life.